# Parafia Niepokalanego Poczęcia Najświętszej Maryi Panny w Nowokuźniecku
Parafia Niepokalanego Poczęcia Najświętszej Maryi Panny w Nowokuźniecku – rzymsko- i rosyjskokatolicka parafia znajdująca się w Nowokuźniecku, w diecezji Przemienienia Pańskiego w Nowosybirsku, w dekanacie wschodnim.

## Historia
Powstanie wspólnoty katolickiej w Nowokuźniecku wiąże się z zesłaniami do tutejszych łagrów greckokatolickich Ukraińców w czasach komunizmu, począwszy od lat 30. XX w. Od lat 50. posługę duszpasterską nieśli im działający w podziemiu kapłani, którzy aby nie budzić podejrzeń, zatrudniali się jako górnicy w kopalniach.
Parafia powstała po upadku Związku Sowieckiego. W latach 2003–2007 zbudowano cerkiew nawiązującą do stylu bizantyjskiego. Posiada ona jednak również wyposażenie typowe dla kościołów łacińskich takie jak organy i ławki. Świątynia przystosowana jest do odprawiania liturgii w rytach rzymskim i bizantyjskim.
Cerkiew została konsekrowana 14 października 2007 przez biskupa diecezji Przemienienia Pańskiego w Nowosybirsku i ordynariusza Kościoła katolickiego obrządku bizantyjsko-rosyjskiego Josepha Wertha SI oraz egzarchę doniecko-charkowskiego Kościoła katolickiego obrządku bizantyjsko-ukraińskiego Stefana Menioka CSsR. Była to pierwsza świątynia greckokatolicka w Rosji konsekrowana od czasów rewolucji październikowej oraz pierwsza świątynia katolicka zbudowana w tym rejonie Rosji.